# Chicago Union Station
A Chicago Union Station vasútállomás az Amerikai Egyesült Államokban, Chicago városában. Egyike az USA 25 legforgalmasabb vasútállomásának.

## Járatok
Az állomást az alábbi távolsági Amtrak járatok érintik:
- Blue Water (Chicago - Port Huron)
- California Zephyr (Chicago - San Francisco)
- Capitol Limited (Chicago - Washington DC, keresztül Clevelanden és Pittsburghon)
- Cardinal (Chicago - New York, keresztül Indianapolis, Cincinnati és Washington DC városokon)
- City of New Orleans (Chicago - New Orleans)
- Empire Builder (Chicago - Portland/Seattle)
- Hiawatha Service (Chicago – Milwaukee)
- Hoosier State	(Chicago – Indianapolis)
- Illini (Chicago – Carbondale, Illinois)
- Illinois Zephyr (Chicago – Quincy, Illinois)
- Lake shore limited (Chicago - New York/Boston)
- Lincoln service (Chicago - St Louis)
- Pere Marquette (Chicago - Grand Rapids)
- Southwest Chief (Chicago - Los Angeles, keresztül Kansas Cityn)
- Texas Eagle (Chicago - San Antonio/Dallas)
- Wolverine (Chicago - Metro Detroit)